# Lisa Gerrard
Lisa Germaine Gerrard (født 2. april 1961) er en australsk sanger og komponist som blev internationalt kendt som en del af gruppen Dead Can Dance sammen mede den irske, forhenværende partner Brendan Perry. Hendes karriere begyndte i 1981 og hun har blevet involveret i en lang række projekter. Gerrard modtog en Golden Globe og en Academy Award soundtracket til Gladiator (film) i 2000, hvor hun samarbejdede med Hans Zimmer. Hun er også instrumentalist og benytter den kinesiske Yangqin. Lisa Gerrard's stemmeleje er alten.

## Discografi

### Dead Can Dance
Tekst mangler, hjælp os med at skrive teksten

### Karriere efter Dead Can Dance
- Solo Albums
  - The Mirror Pool (1995)
  - Whalerider (Original Soundtrack) (2003)
  - The Silver Tree (2006), release on iTunes and by Rubber Records
  - The Best of Lisa Gerrard (2007)
  - The Black Opal (2009)

- Singler
  - Sanvean (1995)
  - The Human Game (sammen med Pieter Bourke, 1998)
  - Abwoon (sammen med Patrick Cassidy, 2003)

- Collaborations
  - Duality (1998) sammen med Pieter Bourke
  - Immortal Memory (2004), sammen med Patrick Cassidy
  - A Thousand Roads (2005) sammen med Jeff Rona
  - Ashes and Snow (2006) sammen med Patrick Cassidy
  - Farscape (2008) sammen med Klaus Schulze
  - Rheingold (2008) sammen med Klaus Schulze
  - Dziękuję Bardzo (2009) sammen med Klaus Schulze
  - Come Quietly EP (2009) sammen med Klaus Schulze
  - Departum (2010) sammen med Marcello De Francisci
  - The Trail of Genghis Khan (2010) sammen med Cye Wood